# Arnaud Ghislain
Arnaud Ghislain, född 2 december 1988, är en friidrottare från Belgien. Han deltog vid olympiska sommarspelen 2008.